# Dresden Hauptbahnhof

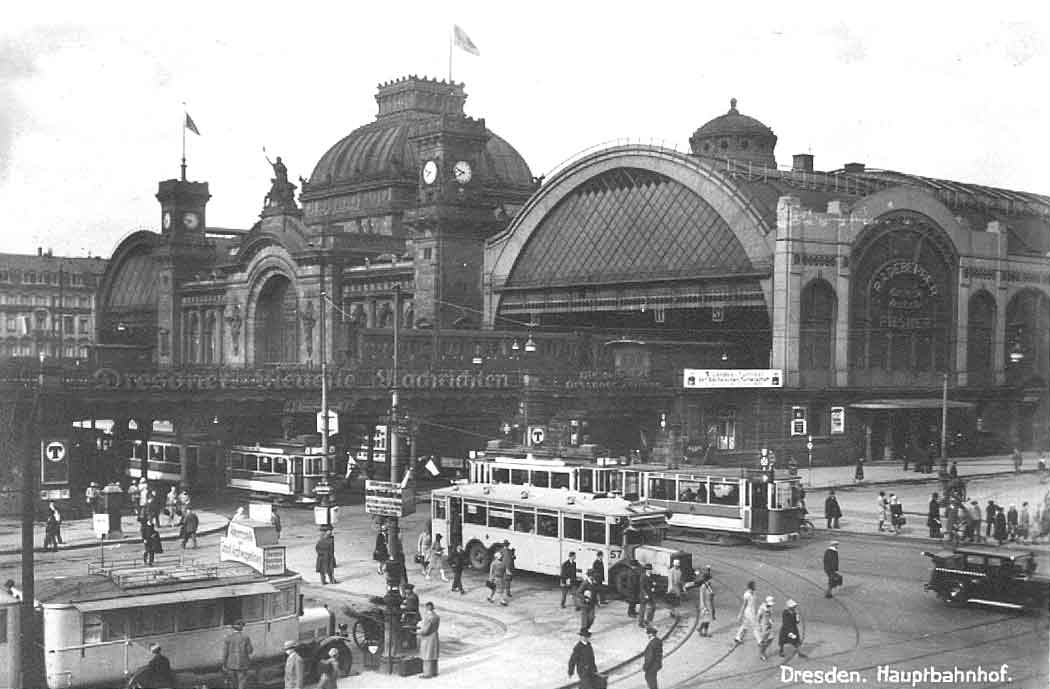
Az eredeti, 1898-ban megnyitott főpályaudvar (1930-as fénykép). 1945. április 17-én bombatámadásban elpusztult

Dresden Hauptbahnhof (magyarul: Drezda főpályaudvar) Drezda vasúti pályaudvara, egyike Németország legnagyobb vasúti pályaudvarainak. Naponta több mint 60 000 utas fordul meg itt. Az állomás 16 vágányos. Naponta 381 vonat indul innen Németország különböző részeibe, továbbá Csehországba. Az állomás 1898. április 23-án nyílt meg. A német vasútállomás-kategória első osztályába tartozik, ebben a kategóriában 20 német főpályaudvar található, jellemzően a legnagyobbak és legfontosabbak.

## Járatok

### Távolsági járatok
| Linie  | Fahrtverlauf | Takt (min)                     | Betreiber                                      |
| ------ | --- | ------------------------------ | ---------------------------------------------- |
| ICE 14 | Ostseebad Binz – Bergen auf Rügen – Stralsund – Greifswald – Züssow – Anklam – Pasewalk – Prenzlau – Angermünde – Eberswalde – Berlin Hbf – Dresden Hbf | egy vonatpár szombat-vasárnap  | DB Fernverkehr                                 |
| ICE 27 | Dresden Hbf – Dresden-Neustadt – Berlin Ostbahnhof – Berlin Hbf – Berlin-Spandau – Wittenberge – Büchen – Hamburg-Bergedorf – Hamburg Hauptbahnhof – Hamburg-Altona | egy vonatpár hétköznapokon     | DB Fernverkehr                                 |
| ICE 27 | Dresden Hbf – Dresden-Neustadt – Berlin-Südkreuz – Berlin Hbf – Berlin Gesundbrunnen | egy vonat pénteken és vasárnap | DB Fernverkehr                                 |
| ICE 50 | Dresden Hbf – Dresden-Neustadt – Riesa – Leipzig – Erfurt – Gotha – Eisenach – Fulda – Frankfurt (Main) Hbf – Frankfurt (M) Flughafen – Mainz – Wiesbaden (– Saarbrücken) | 120 (Lufthansa Express Rail)   | DB Fernverkehr                                 |
| IC 17  | (Warnemünde –) Rostock – Waren (Müritz) – Neustrelitz – Oranienburg – Berlin Gesundbrunnen – Berlin Hbf – Berlin-Südkreuz – Flughafen BER – Doberlug-Kirchhain – Elsterwerda – Dresden-Neustadt – Dresden Hbf (– Freiberg – Chemnitz Hbf)                                                          | 120                            | DB Fernverkehr                                 |
| IC 55  | Dresden Hbf – Leipzig – Halle (Saale) – Köthen – Magdeburg – Hannover – Bielefeld – Dortmund – Wuppertal – Solingen – Köln – Bonn – Mainz – Mannheim – Heidelberg – Stuttgart (– Offenburg) | 120                            | DB Fernverkehr                                 |
| EC 27  | (Budapest-Nyugati – Bratislava hl.st. – Brno hl.n. –) Praha hl.n. – Dresden Hbf – Berlin-Südkreuz – Berlin Hbf – (Hamburg Hbf – Kiel Hbf) | 120                            | DB Fernverkehr/České dráhy                     |
| 12 N   | Praha hl.n. – Praha-Holešovice – Ústí nad Labem hl.n. – Děčín hl.n. – Bad Schandau – Dresden Hbf – Dresden-Neustadt – Riesa – Leipzig Hbf – Naumburg (Saale) Hbf – Frankfurt (Main) Hbf – Karlsruhe Hbf – Baden-Baden – Offenburg – Freiburg (Breisgau) Hbf – Basel Bad Bf – Basel SBB – Zürich HB | egy vonatpár hétköznap         | ÖBB-Personenverkehr/DB Fernverkehr/České dráhy |

Riesa és Drezda között a távolsági vonatokon a súlyosan fogyatékosok számára ingyenes az utazás és heti vagy havi VVO-jegyek érvényesek.

### Regionális járatok
| Járat | Útvonal |
| ----- | --- |
| IRE1  | Dresden Hbf − Freiberg (Sachs) − Chemnitz − Zwickau (Sachs) − Reichenbach (Vogtl) ob Bf − Plauen (Vogtl) ob Bf − Hof − Nürnberg |
| RE1   | Dresden Hbf − Bischofswerda − Bautzen − Löbau (Sachs) − Görlitz                                                                 |
| RE2   | Dresden Hbf − Bischofswerda − Ebersbach (Sachs) − Zittau − Liberec − Tanvald                                                    |
| RE3   | Dresden Hbf − Freiberg (Sachs) − Chemnitz − Zwickau (Sachs) −Reichenbach (Vogtl) ob Bf − Plauen (Vogtl) ob Bf − Hof − Nürnberg  |
| RE15  | Dresden Hbf − Großenhain Cottb Bf − Ruhland − Hoyerswerda                                                                       |
| RE18  | Dresden Hbf − Großenhain Cottb Bf − Ruhland − Cottbus                                                                           |
| RE19  | Dresden Hbf − Heidenau − Kurort Altenberg (Erzgeb)                                                                              |
| RE20  | Dresden Hbf − Pirna − Bad Schandau − Děčín hl. n. − Ústí nad Labem západ − Litoměřice město                                     |
| RE50  | Dresden Hbf − Riesa − Leipzig                                                                                                   |
| RE100 | Dresden Hbf − Bautzen − Görlitz − Wrocław Główny                                                                                |
| RB30  | Dresden Hbf − Freiberg (Sachs) − Chemnitz − Zwickau (Sachs)                                                                     |
| RB31  | Dresden Hbf − Großenhain Cottb Bf − Elsterwerda − Elsterwerda-Biehla                                                            |
| RB34  | Dresden Hbf − Arnsdorf (Dresden) − Kamenz                                                                                       |
| RB60  | Dresden Hbf − Bischofswerda − Bautzen − Löbau (Sachs) − Görlitz                                                                 |
| RB61  | Dresden Hbf − Bischofswerda − Bautzen − Ebersbach (Sachs) − Zittau                                                              |

### S-Bahn
| Járat | Útvonal |
| ----- | --- |
| S1    | Meißen-Triebischtal – Radebeul – Dresden-Neustadt – Dresden Hbf – Heidenau – Pirna – Bad Schandau – Schöna |
| S2    | Dresden Flughafen – Dresden-Neustadt – Dresden Hbf – Heidenau – Pirna                                      |
| S3    | Dresden Hbf – Freital – Tharandt                                                                           |
| S30   | Dresden Hbf – Freital – Tharandt – Klingenberg-Colmnitz – Freiberg (Sachs)                                 |

- A vágánycsarnok belülről
- A pályaudvar váróterme